# Навигация костного сегмента
Навигация костного сегмента — хирургический метод, используемый для нахождения анатомического положения перемещенных костных фрагментов при переломах, позволяя обеспечить хорошую фиксацию при остеосинтезе(метод ультразвуковой «сварки» костей, при котором жидкий мономер заполняет трещину и затем полимеризируется за несколько секунд под влиянием ультразвука). Впервые тот метод получил развитие в челюстно-лицевой хирургии.
После несчастного случая или раны, при которых мог быть получен перелом, и костные фрагменты могут быть перемещены. В ротовой и челюстно-лицевой области такое смещение может оказывать отрицательное влияния как на эстетику лица, так и на функцию органа: перелом, происходящий в кости, которая определяет границы орбит, может привести к диплопии; перелом нижней челюсти может вызвать значительные модификации прикуса; таким же образом черепной перелом может вызвать увеличение внутричерепного давления.

## Хирургическое планирование и моделирование
Остеотомия — хирургическое вмешательство, которое заключается в искусственном переломе кости и изменении местоположения получившихся фрагментов в правильном анатомическом порядке. Чтобы зафиксировать оптимальное местоположение костных структур при остеотомии, вмешательство может быть запланировано заранее и смоделировано. Хирургическое моделирование — ключевой фактор сокращения фактического времени операции. Часто, во время этого вида операции, хирургический доступ до крайних сегментов очень ограничен из-за присутствия мягких тканей: мышц, жировой ткани и кожи — таким образом, правильное изменение анатомического местоположения очень трудно оценить, или даже невозможный. Это означало необходимость дооперационного планирования и моделирования на моделях голых костных структур.

## Материалы и устройства, необходимые для дооперационного планирования и моделирования
Остеотомия, выполняемая в ортодонтической хирургии, классически планируются на моделях литых моделях челюсти, зафиксированной в артикуляторе. Для беззубых пациентов хирургическое планирование сделано при помощи стереолитографических моделей. Эти трехмерные модели тогда обрезали по запланированной остеотомической линии, двигали и фиксировали в новом положении. С 1990-х современные методы предхирургического планирования развивались — это позволило хирургу запланировать и смоделировать остеотомию в виртуальной среде, основанной на предоперационной КТ или МРТ; эти процедуры уменьшают затраты и продолжительность создания, расположения, сокращения, изменения местоположения и перефиксации моделей броска для каждого пациента. Первая система, которая позволила создать такую хирургическую виртуальную среду моделирования, является Laboratory Unit for Computer Assisted Surgery (LUCAS) который был открыт в 1998 году в университете Регенсбурга, Германия, с поддержкой Carl Zeiss Company.

## Перенос дооперационного планирования в операционную
Полезность дооперационного планирования, независимо от того какого точного, зависит от точности воспроизведения моделируемой остеотомии в хирургической области. Передача планирования главным образом основана на визуальных навыках хирурга. Хирургический шаблон headframe был создан, чтобы механически формировать меняющий местоположение костный фрагмент. Такая headframe присоединена к голове пациента, во время проведения КТ или МРТ и хирургических операций. Имеются определенные трудности в использовании этого устройства. Во-первых, точная фиксация положения headframe на голове пациента необходима, и во время МРТ, и во время хирургических операций. Headframe относительно неудобна для ношения и очень трудно или даже невозможно использовать её на маленьких детях, которые могут быть неусидчивы во время медицинских процедур.

## Хирургический навигатор сегмента
Первой системой, которая позволила бесшовную навигацию костного сегмента для дооперационного планирования, был Surgical Segment Navigator (SSN), созданный в 1997 году в университете Регенсбурга, Германия, с поддержкой Carl Zeiss Company. Этой новой системе не были нужны никакие механические хирургические шаблоны (такие как headframe). Эта система основана на использовании инфракрасной камеры и передатчиков, приложенных к черепу. По крайней мере три передатчика приложены в области черепа для компенсации движений головы пациента. Есть три или больше передатчика, присоединены к костям, которые нуждаются в остеотомии. 3d положение каждого передатчика измерено инфракрасной камерой, используя тот же, как и в спутниковой навигации. Установка навигатора постоянно визуализирует фактическое положение костных фрагментов, относительно заранее определенного положения, и также создает в режиме реального времени пространственные результаты свободного движения костных сегментов в результате остеотомии. Таким образом фрагменты могут быть очень точно помещены в правильное положение, предопределенное хирургическим моделированием.

## Применение метода навигации сегмента костной ткани
Навигация сегмента костной ткани все более часто используется в челюстно-лицевой хирургии (исправление аномалий челюстей и черепа), в операции на темпоро-мандибулярном суставе, или для реконструкции серединной линии лица и глазниц.